# Fliesenlöser

Ein typischer Fliesenlöser

Ein Fliesenlöser oder Fliesenentferner ist ein Geräteaufsatz für ein Heißluftgebläse, der zum zerstörungsfreien Entfernen von Keramikfliesen verwendet wird.
Dieses aus Metall bestehende Gerät bildet einen an die Fliesengröße anpassbaren, geschlossenen Raum, ohne dass ein Überstand zur Nachbarfliese besteht. Dieses ist notwendig, um den Fliesenkleber der Nachbarfliesen nicht negativ zu beeinflussen und ermöglicht zugleich das Lösen von Rand- und Eckfliesen.
Ist das Gerät auf die Fliesengröße eingestellt, so dass die Fugen um die Fliese herum von den Innenwänden des Geräts abgedeckt sind, wird von oben durch den Lufteinlassstutzen mit einem beliebigen Heißluftgebläse ca. 400–600 °C heiße Luft eingeblasen.
Die Dauer für das Entfernen der Fliesen ist abhängig von der Beschaffenheit des Fliesenklebers und benötigt eine Zeit von ca. drei bis acht Minuten: Dabei wird durch die Erhitzung der Fliese und des Fliesenklebers eine Temperatur von bis zu ca. 250 °C auf dem Fliesenkleber erreicht. Die Fliese löst sich selbständig vom Fliesenkleber und lockert sich bei einer Temperatur von ca. 150 bis 250 °C.
Um dieses Gerät und Verfahren einzusetzen, ist es notwendig, die Fugen rund um die Fliese bis auf den Boden bzw. die Wand einzuschneiden oder zu entfernen. Hier ist es ratsam, die frei geschnittene Fuge mit Spülmittel versetztem Wasser zu befüllen, um dem Wasser die Oberflächenspannung zu nehmen. Somit läuft es besser unter die Fliese, damit zusätzlich der Wasserdampf durch Druck die Fliese löst. Bei größeren Fliesen sollte man in gewissen Abständen mit einem Spachtel (oder ähnlichem) rundherum durch leichtes Hebeln versuchen, die Fliese zu lösen. Da es schnell passieren kann, dass sich die Fliese nur teilweise löst und ein Haarriss entsteht oder gar die Fliese völlig kaputt ist. Nach dem Lösen der Fliese wird diese zum Abkühlen an einen sicheren Ort gelegt und kann danach wieder verwendet werden.
Das Gerät wird hauptsächlich in der Sanierung von Wasserschäden, Leckortungen und Rohrbrüchen angewandt.